# Ligru
Un  ligru este un animal hibrid, rezultat din împerecherea între un leu mascul și o femelă de tigru. Ligrii arată ca un leu cu pete difuze. Sunt cele mai mari feline din lume, având ca rival doar pe tigrul siberian. Ligrii împărtășesc cu tigrii plăcerea pentru înot, ceea ce îi diferențiază de lei.
Un ligru poate atinge lungimea 3 metri, însă are o viață scurtă. În 1929 L. Reisinger comunica faptul că un mascul de ligru cântărește cât ambii părinți la un loc. Cel mai mare ligru din lume a ajuns la o greutate de 418,2 kg. Masculii de ligru sunt sterili, dar nu și femelele. Ele se pot împerechea atât cu leul, cât și cu tigrul. Majoritatea exemplarelor existente trăiesc în captivitate și sunt rezultatul acțiunii omului, în natură fiind făcute foarte puține observații. Astfel de împerecheri s-au observat doar atunci cand, în circumstanțe ieșite din comun, tigrii au fost forțați să migreze în zonele leilor asiatici (Panthera leo persica). Totuși, cum zonele de acțiune a leilor și tigrilor sălbatici din prezent nu se mai suprapun, se susține că astăzi o astfel de combinație a speciilor are șanse minime să se întâmple.
Numele științific al ligrului este Panthera tigris × Panthera leo.
Un hibrid născut dintr-un tigru mascul și o femelă de leu se numește tigon.